# Nyodes suppurifera
Nyodes suppurifera là một loài bướm đêm trong họ Noctuidae.